# Eccidio di Cielo Drive
L'eccidio di Cielo Drive fu un omicidio di cinque persone condotto da membri della "Famiglia Manson" tra l'8 e il 9 agosto 1969.
Quattro membri della famiglia entrarono nella casa, situata al numero 10050 di Cielo Drive a Benedict Canyon a Los Angeles, dove in quel momento si stava svolgendo una festa organizzata dall’attrice Sharon Tate, da poco sposata con il regista Roman Polanski, e alla quale presero parte altre 3 persone. I criminali, armati di un revolver calibro 22 Hi-Standard Double Nine Longhorn "Buntline" Styled, dei coltelli e una corda di nylon lunga tre metri, uccisero Sharon Tate, incinta di otto mesi e mezzo, insieme ai tre amici che erano in visita in quel momento, e un ragazzo di 18 anni, che venne ucciso mentre stava lasciando l'abitazione del custode. Polanski non era presente nella notte degli omicidi, dato che era a Londra e stava lavorando a un film in Europa (Il giorno del delfino, che avrebbe dovuto dirigere).
Gli omicidi furono commessi da Tex Watson (23 anni), Susan Atkins (21 anni) e Patricia Krenwinkel (21 anni), sotto mandato di Charles Manson.

## Storia

### Eccidio di Cielo Drive
Il 2 febbraio 1969 Roman Polański e sua moglie Sharon Tate presero in affitto per un anno la casa dal produttore Rudi Altobelli al costo di 1.200 dollari al mese(pari a quasi 8.400 dollari del 2019) e vi si trasferirono il 15 dello stesso mese. 

Sharon Tate nel 1969

Il 23 marzo 1969 Charles Manson visitò la casa su Cielo Drive, forse per cercare il produttore Terry Melcher e vendicarsi per non aver ottenuto un contratto discografico. Quel giorno era presente il proprietario Altobelli il quale disse a Manson che Melcher si era trasferito a gennaio. Si dice che Charles Manson fosse già a conoscenza del trasloco e che avesse visitato la casa solo per osservare i nuovi residenti, in particolare Sharon Tate.
La notte dell'8 agosto 1969, Tex Watson, come gli aveva ordinato Manson, portò Susan Atkins, Linda Kasabian e Patricia Krenwinkel in "quella casa dove abitava Melcher", per "uccidere tutti i presenti, nella maniera più macabra possibile". Manson aveva detto alle donne di fare come Watson le avrebbe istruite.
Le quattro persone presenti quella sera nella casa al 10050 Cielo Drive, tutte estranee alla setta di Manson, erano l'attrice cinematografica e modella Sharon Tate (26 anni), incinta di otto mesi e mezzo e moglie del regista Roman Polański; il suo amico ed ex fidanzato Jay Sebring (35 anni), un noto parrucchiere, un amico e aspirante sceneggiatore di Polanski, Wojciech Frykowski (32 anni) e la fidanzata di lui Abigail Folger (25 anni), figlia di Peter Folger, proprietario dell'industria del caffè Folgers. Polanski era in Europa e stava lavorando a un progetto cinematografico; Tate lo aveva accompagnato, ma era tornata a casa con il transatlantico Queen Elizabeth 2 il 20 luglio; Polanski aveva previsto il proprio rientro il 12 agosto. Il produttore musicale Quincy Jones, amico di Sebring, aveva programmato di unirsi a lui quella sera, ma poi non andò. Sebring aveva invitato a sua volta l'attore Steve McQueen a casa di Tate; McQueen riferì di aver invitato una ragazza ad accompagnarlo, ma che lei avrebbe suggerito invece di passare la notte a casa. Anche il regista italiano Sergio Leone, che si trovava a Los Angeles, era stato invitato dalla Tate e non andò soltanto perché, vinto dalla stanchezza, si addormentò prima.

Quando il gruppo di Manson arrivò verso mezzanotte all'ingresso della proprietà, Watson, che era stato in casa almeno un'altra volta, salì su un palo del telefono vicino al cancello d'ingresso e tagliò la linea telefonica alla casa. Il gruppo riportò la macchina alle pendici della collina che conduceva alla tenuta, parcheggiò e tornò a piedi verso la casa. Pensando che il cancello potesse essere elettrificato o dotato di un allarme, salirono su un terrapieno alla destra del cancello e da lì entrarono nel giardino.
Proprio in quel momento un'automobile venne loro incontro: Watson ordinò alle donne di nascondersi tra i cespugli e intimò all'autista di fermarsi. Lo studente diciottenne Steven Earl Parent faceva di sera il venditore porta a porta e lavorava al Jonas Miller Stereo; era arrivato verso le 23:45 alla casa del custode della proprietà, William Garretson, che viveva nella foresteria della casa, per vendergli una radio sveglia Sony AM-FM Digimatic. Mentre Watson gli puntava contro il revolver calibro 22, il giovane lo implorò di non fargli del male, sostenendo che non avrebbe detto nulla. Watson si lanciò contro Parent con un coltello, procurandogli una ferita da taglio sul palmo della mano (tagliando i tendini e strappando l'orologio del ragazzo dal polso che venne ritrovato fermo alle 12:15), quindi gli sparò quattro volte al petto, all'addome e al volto, uccidendolo. Watson ordinò poi alle donne di aiutarlo a spingere la macchina più avanti nel vialetto.
Dopo aver attraversato il prato davanti alla casa e aver mandato Kasabian a cercare una finestra aperta sull'edificio principale, Watson tagliò la zanzariera di una finestra. Watson disse a Kasabian di sorvegliare il cancello; si avvicinò all'AMC Ambassador targata MPK 308 di Parent e attese. Watson rimosse la zanzariera, entrò dalla finestra e lasciò entrare Atkins e Krenwinkel dalla porta principale.
Mentre Watson sussurrava qualcosa ad Atkins, Frykowski addormentato sul divano del soggiorno si svegliò; Watson gli diede quindi un calcio in testa. Quando Frykowski gli chiese chi fosse e cosa ci facesse lì, Watson rispose: «Sono il diavolo e sono qui per fare il lavoro del diavolo».
Sotto la guida di Watson, Atkins trovò gli altri tre occupanti della casa e, con l'aiuto di Krenwinkel, li obbligarono ad andare nel soggiorno. Watson iniziò a legare insieme Tate e Sebring per il collo con la corda che aveva portato e appeso sopra una delle travi del soffitto del soggiorno. La protesta di Sebring - la sua seconda - per il duro trattamento riservato a Sharon Tate, che era incinta, portò Watson a sparargli. La Folger venne portata momentaneamente in camera sua per la sua borsa, dalla quale diede agli intrusi 70 dollari. Successivamente, Watson pugnalò sette volte Sebring.

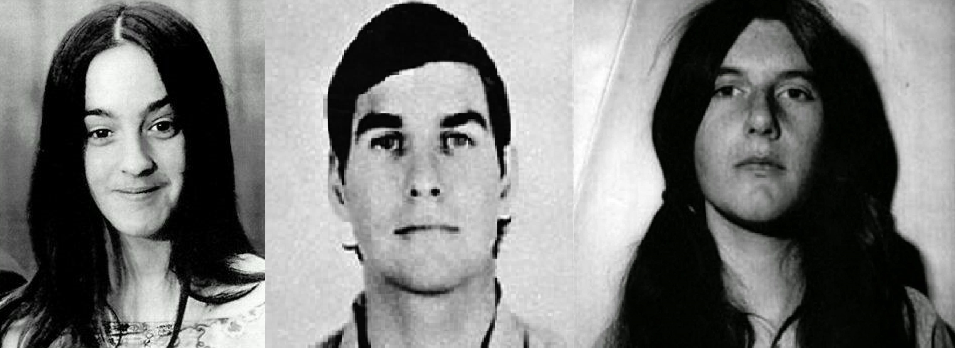
Le foto segnaletiche di Susan Atkins, Charles "Tex" Watson e Patricia Krenwinkel della famiglia Manson, autori dell'omicidio di Sharon Tate e dei suoi amici

Le mani di Frykowski erano state legate con un asciugamano. Liberatosi, Frykowski iniziò a lottare con Atkins, che gli pugnalò le gambe con il coltello con cui lo stava tenendo sotto controllo. Mentre Frykowski si faceva strada lottando fuori dalla porta principale, Watson lo raggiunse sul portico e lo colpì alla testa con la pistola più volte, poi lo pugnalò ripetutamente e gli sparò due volte.
Più o meno contemporaneamente, Kasabian fu attratta nel vialetto da "suoni terrificanti" e arrivò fuori dalla porta principale. Nel vano tentativo di fermare il massacro, disse quindi alla Atkins che stava arrivando qualcuno anche se non era vero.
All'interno della casa, Folger era riuscita a fuggire da Krenwinkel ed era scappata passando per una porta della camera da letto nell'area della piscina. Folger venne inseguita sul prato da Krenwinkel, che la prese, la pugnalò e infine la affrontò a terra. Fu uccisa da Watson, che la accoltellò 28 volte. Mentre Frykowski si trascinava nel prato, Watson lo uccise con un'ultima raffica di pugnalate. Frykowski fu pugnalato un totale di 51 volte.
Nella casa, Sharon Tate supplicò di farla vivere abbastanza a lungo per partorire (era incinta di 8 mesi e mezzo), e si offrì come ostaggio nel vano tentativo di salvare il figlio. A questo punto Susan Atkins le disse: «Smettila di frignare puttana! Non ce ne frega un cazzo di te e del tuo bambino!», poi Atkins, Watson o entrambi la colpirono, pugnalandola 16 volte. Watson in seguito scrisse che, mentre veniva uccisa, Tate gridò: «Madre... madre... ».
Prima di lasciare lo Spahn Ranch, Manson aveva detto alle donne di "lasciare un segno... qualcosa di stregato" sulla scena del crimine. Usando l'asciugamano con il quale aveva legato le mani di Frykowski, la Atkins scrisse "PIG" (maiale) sulla porta della casa con il sangue della Tate. Sulla strada verso casa, gli assassini si cambiarono i vestiti insanguinati e li gettarono tra le colline insieme alle loro armi.

### Omicidi LaBianca
Essendo rimasto soddisfatto dal clamore suscitato nel mondo dall'eccidio di Cielo Drive della notte precedente nella residenza della Tate, Charles Manson decise di unirsi personalmente alla successiva missione "Helter Skelter", che aveva fissato per il 10 agosto. Quindi, ai quattro membri della "famiglia" che avevano partecipato agli omicidi precedenti, Charles "Tex" Watson, Susan Atkins, Patricia Krenwinkel e Linda Kasabian, si unirono lo stesso Manson, Leslie Van Houten e Steve Grogan (detto "Clem"). Manson aveva ordinato alla Kasabian di perlustrare i quartieri di Los Angeles, in cerca di potenziali vittime, finché il gruppo non si fermò davanti alla casa dei LaBianca. Manson aveva avuto un precedente legame con Waverly Drive, infatti nel marzo 1968 Manson e altri membri della "family" erano stati a un party nella casa di Harold True. La casa di True si trovava al 3267 di Waverly Drive, la casa vicina, al 3301, era la casa di Leno e Rosemary LaBianca.

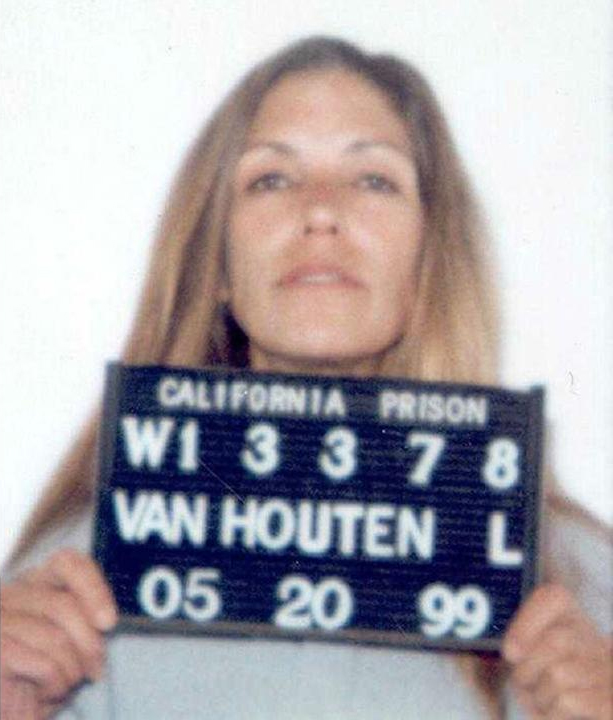
Leslie Van Houten, 1999

Nelle prime ore del mattino del 10 agosto, Manson e i membri della sua "family" penetrarono nella casa dei LaBianca. Manson e Watson svegliarono Leno LaBianca, assopito sul divano in salotto, puntandogli una pistola in volto. L'uomo fu rassicurato da Manson e Watson che non gli avrebbero fatto del male ma che volevano solo derubarlo. Dopo avergli legato le mani, chiesero a Leno se ci fosse qualcun altro in casa. Lui disse a Manson e Watson che sua moglie, Rosemary, era in camera da letto. Manson andò nella camera e svegliò Rosemary. La condusse in salotto dove Watson sorvegliava Leno. Manson e Watson ridissero ancora alla coppia che non avrebbero fatto loro del male e che li avrebbero solo rapinati. Dopo aver preso tutti i contanti che c'erano in casa, Manson ordinò a Watson di riportare Rosemary in camera da letto dove Watson mise una federa sulla testa di lei e gliela legò al collo con il filo della lampada del comodino. Lui le disse di restare calma e di rimanere in camera. Watson ritornò in salotto e quindi Manson lasciò la casa. In pochi minuti, Leslie Van Houten e Patricia Krenwinkel entrarono in casa e fu detto a loro da Watson di recarsi nella camera da letto.
Watson quindi cominciò ad accoltellare ripetutamente Leno, fermandosi solo per un attimo quando lui urlò: «Smettila di accoltellarmi!», Rosemary, sentendo gridare il marito, iniziò a urlare e a girare per la stanza, ancora accecata dalla federa sulla testa. Krenwinkel e Van Houten chiesero aiuto a Watson. Watson lasciò il sanguinante Leno nel soggiorno, ed entrò nella camera da letto dove iniziò a colpire Rosemary fino a quando non cadde per terra. Quando la furia omicida si placò, Watson, Krenwinkel e Van Houten avevano pugnalato Rosemary 41 volte.
Leno era ancora vivo quando Watson tornò in salotto. Quando "Tex" lo finì, un membro della family gli incise la parola "WAR" (guerra) sullo stomaco. La Krenwinkel infine accoltellò ancora diverse volte il cadavere e gli lasciò un forchettone da cucina infilzato nella pancia, e un coltello da bistecca nella gola. Le ragazze poi scrissero messaggi usando il suo sangue. Death to pigs («Morte ai porci») e Rise («Insorgete») furono le scritte che apparvero sulle pareti del soggiorno, mentre Healter Skelter [sic] fu scritto sul frigorifero. Dopo gli omicidi, gli assassini si trattennero ancora nella casa, mangiarono cibo preso dal frigorifero dei LaBianca e si fecero la doccia prima di ritornare in autostop allo Spahn Movie.

### I funerali delle vittime

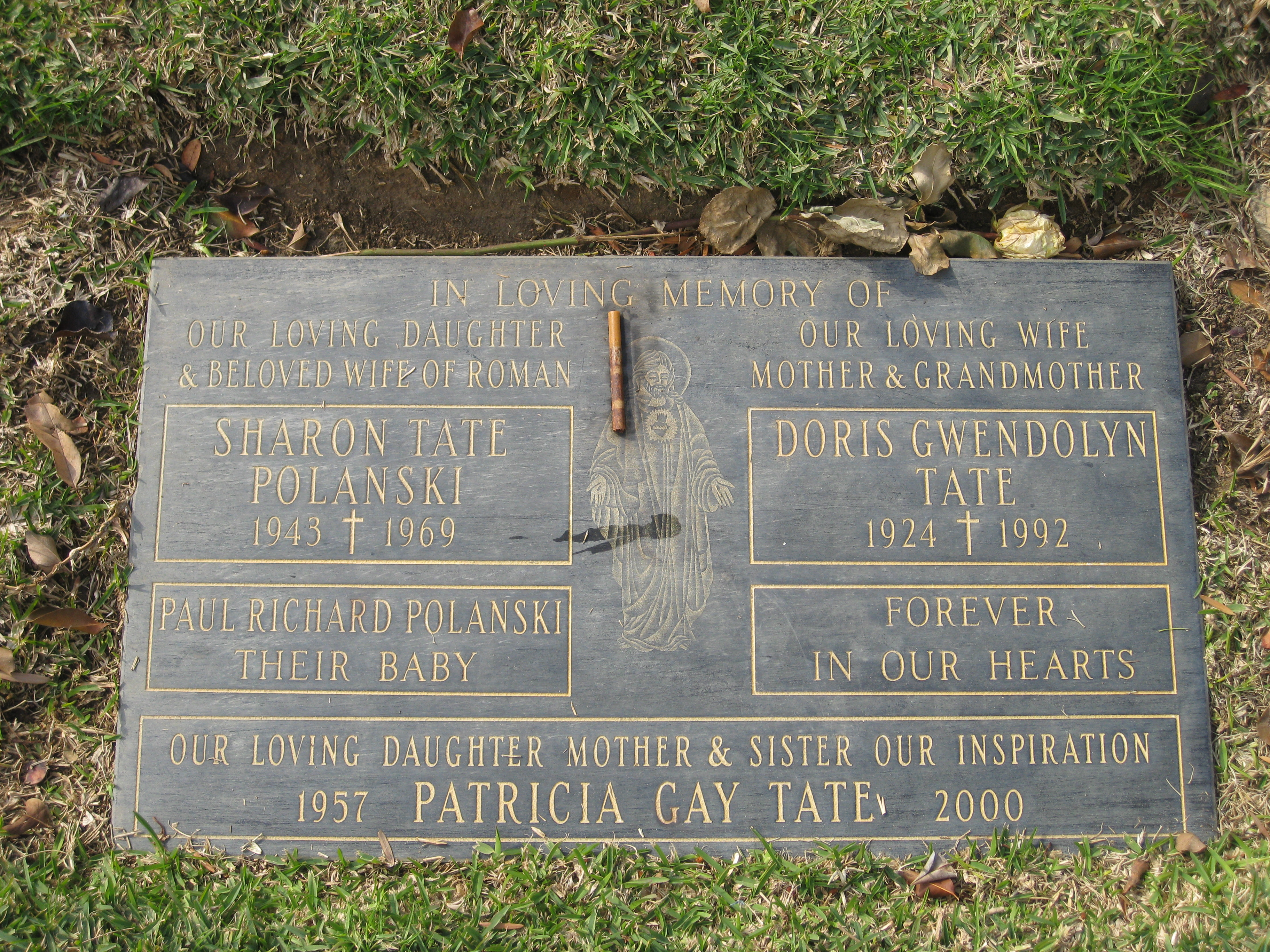
Tomba della famiglia Tate all'Holy Cross Cemetery di Culver City in California

Il giorno stesso della scoperta venne informato dell'eccidio il marito di Sharon Tate, il regista Roman Polański e il giorno dopo arrivò da Londra per il riconoscimento del cadavere della moglie.
Il funerale di quattro delle cinque vittime si tenne il 13 agosto, Abigail Folger è stata sepolta all'Holy Cross Cemetery di Colma in California, Steven Parent è stato sepolto al Queen of Heaven Cemetery di Rowland Heights in California, Jay Sebring è stato sepolto all'Holy Sepulchre Cemetery di Southfield in Michigan e Sharon Tate, con il figlio mai nato, Paul Richard Polański, tra le sue braccia, sono stati sepolti il 13 agosto all'Holy Cross Cemetery di Culver City in California dove in seguito fu sepolta anche la madre Doris (1924-1992) e la sorella Patricia (1957-2000) mentre Wojciech Frykowski è stato cremato e inumato il 22 agosto al Cmentarz Św. Józefa di Łódź in Polonia.

### Il processo e le condanne
Nell'ottobre del 1969 molti membri della famiglia Manson furono arrestati allo Spahn Ranch nella Valle della Morte tra cui lo stesso Charles Manson che però non era presente al momento del crimine e venne condannato nel 1971 alla pena di morte, ma - con l'abolizione della pena di morte nel 1976 in California - la pena venne commutata nell'ergastolo;.
I tre colpevoli materiali dell'omicidio sono stati Susan Atkins, Patricia Krenwinkel e Tex Watson; la Atkins dopo essersi convertita al cristianesimo in carcere è morta nel 2009 di tumore al cervello nel carcere femminile di Chowchilla all'età di 61 anni, la Krenwinkel sta scontando la pena nel carcere femminile di Chino e le è stata negata per 13 volte la libertà condizionale mentre Watson si è convertito al cristianesimo nel 1975, poi nel 2009 ha ottenuto il Bachelor of Science in business management alla California Coast University e gli è stata negata per 17 volte la libertà condizionale e sta scontando la pena al Richard J. Donovan Correctional Facility di San Diego.
Il proprietario della casa, il produttore Rudi Altobelli tornò ad abitare nella villa tre settimane dopo l'eccidio. Successivamente fece causa alla famiglia di Sharon Tate per 15.000 dollari di danni alla proprietà (costituiti dal sangue delle vittime) e "almeno 30.000 dollari in danni" perché Folger e Frykowski vivevano lì in violazione del contratto di locazione. La villa di Cielo Drive all'epoca valeva solo poco più di 45.000 dollari. Altobelli abitò nella casa per quasi vent'anni fino al 1988.

## Cronologia degli eventi dell'omicidio
Di seguito la cronologia degli eventi tra la sera e la notte tra l'8 e il 9 agosto 1969, tutti i fatti sono UTC-8:

### 8 agosto 1969
- 20:00-21:45 Sebring, Frykowski, Folger e Sharon Tate cenano al ristorante messicano El Coyote Restaurant, situato al 7312 Beverly Boulevard a Beverly Hills a 6 miglia (9,6 km) dall'abitazione[20].
- 22:00 La madre di Abigail Folger chiama la figlia da San Francisco per confermare la visita della figlia l'8 settembre in occasione del suo compleanno. La madre non la trovò preoccupata.
- 22:30 Sebring, Frykowski, Folger e Sharon Tate arrivano al 10050 Cielo Drive.
- 23:45 Il giovane venditore porta a porta Steve Parent raggiunge l'abitazione del custode William Garretson per vendergli una radio sveglia.

### 9 agosto 1969
- 00:00 Steve Parent usa il telefono del custode William Garretson per fare una chiamata e poco dopo gli offre una birra.
- 00:15 Steve saluta Garretson e mentre sta per lasciare la casa e dopo che è uscito con l'auto dal cancello viene fermato da Charles "Tex" Watson che prima taglia con un coltello il cinturino del suo orologio e poi lo uccide con quattro colpi di pistola.
- 00:30-4:00 Probabile fascia oraria del pluriomicidio, infatti in questo periodo di tempo urla e rumori di probabili colpi di pistola sono sentiti da otto testimoni del vicinato.
- 4:30-5:00 Il fattorino Steven B. Shannen del quotidiano Los Angeles Times consegna il giornale al cancello del 10050 Cielo Drive. Mentre si avvicina al cancello, nota che c'è un filo della corrente tagliato ma non entra nella casa.
- 9:14 Le unità 8L62, con il poliziotto Jerry Joe DeRosa, e 8L5, con il poliziotto T. Whisenhunt, appartenenti al West Los Angeles Units del Los Angeles Police Department ricevono la chiamata di emergenza "Code 2, possible homicide, 10050 Cielo Drive". Successivamente arriva sul posto anche l'agente Burbridge.
- 9:30 Come sospettato dell'omicidio viene arrestato il custode della villa, William Garretson, che abitava in un piccolo cottage dietro la casa principale. Viene rilasciato dopo il delitto La Bianca il 13 agosto e in seguito testimonierà nel 1970 contro la famiglia Manson.

## Cause di morte
Le autopsie sulle vittime vennero effettuate il 10 agosto e supervisionate dal coroner della contea di Los Angeles Thomas Noguchi:
- Abigail Folger era stata pugnalata 28 volte di cui 7 erano ferite superficiali che avevano causato un'estesa emorragia; nel sangue vennero trovati 2,4 mg di MDA[21].
- Wojciech Frykowski era stato pugnalato 51 volte e almeno sette pugnalate erano state fatali; era stato inoltre colpito anche da due colpi di pistola al petto che erano stati anch'essi fatali e che avevano causato un'estesa emorragia; nell'urina vennero trovati 0,6 mg di MDA[22];
- Steven Parent era stato colpito da tre colpi di pistola di cui due fatali che avevano causato la perforazione del polmone sinistro, della trachea e dell'aorta, causando un'emorragia fatale. Aveva un taglio non fatale alla mano sinistra[23].
- Jay Sebring era stato pugnalato 7 volte, aveva due tagli e un colpo di pistola al petto; erano state mortali almeno tre ferite che avevano causato un dissanguamento, tra cui il colpo di pistola al petto[24];
- Sharon Tate era stata pugnalata 16 volte e tre pugnalate erano risultate mortali dato che le avevano causato la morte per un'estesa emorragia nella cavità pleurica e nel pericardio[25];

## Filmografia
L'efferato omicidio è stato ricostruito in varie opere sulla famiglia Manson:

### Cinema
- Nel film House of Manson del 2014	Suzi Lorraine impersona Sharon Tate, Tristan Risk impersona Abigail Folger, Adrian Quihuis impersona Jay Sebring, Stavro Bendery impersona Wojciech Frykowsk e Dillon Paigen impersona Steven Parent.
- Nel film 10050 Cielo Drive del 2016 Katie Cassidy impersona Sharon Tate, Elizabeth Henstridge impersona Abigail Folger, Adam Campbell impersona Wojciech Frykowski, Miles Fisher impersona Jay Sebring e Lucas Adams impersona Steven Parent
- Nel film Charlie Says del 2018 Jay Sebring è impersonato da Lindsay Farris e Sharon Tate da Grace Van Dien.
- Nel film Sharon Tate - Tra incubo e realtà del 2019 Jonathan Bennett impersona Jay Sebring, Lydia Hearst impersona Abigail Folger, Pawel Szajda impersona Wojciech Frykowski, Ryan Cargill impersona Steven Parent e Hilary Duff impersona Sharon Tate.
- Nel film C'era una volta a... Hollywood del 2019 Margot Robbie impersona Sharon Tate, Emile Hirsch impersona Jay Sebring, Samantha Robinson impersona Abigail Folger e Costa Ronin impersona Wojciech Frykowski. In questo film, nella finzione cinematografica, la strage viene sventata.

### Televisione
- Nella miniserie televisiva Bel Air - La notte del massacro (Helter Skelter) del 1976 diretta da Tom Gries, trasposizione del libro dei magistrati Vincent Bugliosi e Curt Gentry.
- Nel film per la televisione Helter Skelter del 2004, remake della miniserie televisiva.
- Il massacro viene citato nella seconda stagione della serie tv Netflix Mindhunter.